# Cala Galdana
Cala Galdana o Cala Santa Galdana es una playa situada en la costa sur de Menorca. Pertenece al término municipal de Ferrerías. En su entorno se sitúan dos urbanizaciones, separadas por el Torrent d'Algendar: Cala Galdana, perteneciente a Ferrerías, y Serpentona, que pertenece a Ciudadela, ambas construidas durante el desarrollo turístico de los años 60.
La playa, de unos 300 metros de longitud y 40 de ancho, se caracteriza por su arena blanca y fina, propia del sur de la isla, y su abundante vegetación. Además, se trata de una playa muy segura para el baño gracias a su forma de concha, y dispone de varios servicios como socorrista, Cruz Roja y duchas públicas, ofertas de alquiler de hamacas y sombrillas, y deportes náuticos como lanchas, kayaks e hidropedales, cosa que provoca que sea una de las playas más frecuentadas de Menorca durante los meses de verano, tanto por turistas como por la propia gente de la isla.
- Wikimedia Commons alberga una categoría multimedia sobre Cala Galdana.

- Datos: Q969354
- Multimedia: Cala Galdana / Q969354